# Albert Altenburg
Albert Altenburg, född 1884, död 1960, var en svensk cirkusdirektör.
Altenburg drev tillsammans med sin hustru Louise Werner (1877–1960) Cirkus Altenburg, som grundats av hans far, Lorentz Altenburg. Cirkusen var 1930-58 en av Sveriges ledande cirkusar.